# 1951 في إيطاليا
فيما يلي قوائم الأحداث التي وقعت خلال عام 1951 في إيطاليا.

## سياسة

### تعيين في المنصب
- 28 أبريل – إنريكو دي نيكولا رئيس مجلس الشيوخ الإيطالي [الإنجليزية]‏.
- 26 يوليو – ألتشيدي دي غاسبيري وزير الخارجية.
- 26 يوليو – أمنتوري فانفاني Italian Minister of Agriculture ‏.

### انتهاء فترة المنصب
- 26 يوليو – أنطونيو سينيي Italian Minister of Agriculture ‏.

## أفلام
من الأفلام التي صدرت هذه السنة في إيطاليا:
- 1 يناير – أتول كي من إخراج Léo Joannon [الإنجليزية]‏، جون بيري (ممثل أمريكي).
- 1 يناير – انه هو... نعم! نعم! من إخراج Marcello Marchesi [الإنجليزية]‏، فيتوريو ميتز، مارينو مارتن.

## مواليد

### يناير
- 18 يناير – ريناتو زاكاريلي لاعب كرة قدم إيطالي.

### فبراير
- 25 فبراير – جامبييرو ماريني لاعب كرة قدم إيطالي.
- 27 فبراير – فولفيو باكتشيلي سائق رالي إيطالي.

### أبريل
- 4 أبريل – فرانشيسكو دي غريغوري
- 9 أبريل – برونو زانين ممثل إيطالي.
- 13 أبريل – إيفانو بوردون لاعب كرة قدم إيطالي.
- 14 أبريل – أنطونيو كاستيليني ملاكم إيطالي.

### مايو
- 16 مايو – كلاوديو باليوني مغني إيطالي.

### يونيو
- 19 يونيو – فرانشيسكو موزر درّاج طريق إيطالي.

### يوليو
- 2 يوليو – ميشيل سانتورو سياسي إيطالي.
- 22 يوليو – جيوفاني باتاغلين درّاج طريق إيطالي.

### أغسطس
- 3 أغسطس – باولو برتولوتشي لاعب كرة مضرب إيطالي.
- 5 أغسطس – ماسيمو فيريرو
- 13 أغسطس – سيلفانو فيلا لاعب كرة قدم إيطالي.
- 24 أغسطس – ماسيمو سيلفا لاعب ومدرب كرة قدم إيطالي.

### سبتمبر
- 1 سبتمبر – فابريزيو ديلا فيوري لاعب كرة سلة إيطالي.

### أكتوبر
- 20 أكتوبر – كلاوديو رانييري لاعب ومدرب كرة قدم إيطالي.
- 27 أكتوبر – يوردانو موسيقي إيطالي.

## وفيات

### أبريل
- 20 أبريل – إيفانو بونومي (مواليد 1873) سياسي إيطالي.

### مايو
- 6 مايو – غويدو ليوني (مواليد 1915) متسابق دراجات نارية إيطالي.

### يوليو
- 14 يوليو – داريو أمبروزيني (مواليد 1918) متسابق دراجات نارية إيطالي.

### أغسطس
- 15 أغسطس – جياني ليوني (مواليد 1915) متسابق دراجات نارية إيطالي.